# مائير عاميت
مائير عاميت (بالعبرية מאיר עמית) و(بالإنجليزية: Meir Amit) قائد عسكري إسرائيلي (17 مارس 1921-17 يوليو 2009).
من مواليد طبريا في فلسطين عام 1921. تطوع عام 1946 في منظمة الهاجاناه الإرهابية وحارب الجيوش العربية في حرب 1948 وجرح في جنين بفلسطين. واستولى مع إحدى الفصائل على إيلات، كان قائد العمليات في سيناء حرب 1956 وأصيب برصاص المصريين وظل يعالج بالمستشفى ستة عشر شهراً في أمريكا. بعدها تولى رئاسة مخابرات الجيش أمان ثم رئاسة الموساد من 1963 إلى 1968.
كان له دور بارز في حرب 1967. وفي عهده زرع لوتز في مصر ووصلت الطائرة الحربية ميج 21 العراقية إلى إسرائيل. بعد ذلك عاش وحيداً في مزرعته ولم ينجب أطفالاً.قتلا على يد مجاهدين كتائب عز الدين ثأرا لقتل عمادحسين عقل

## روابط خارجية
- مائير عاميت على موقع IMDb (الإنجليزية)
- مائير عاميت على موقع أول موفي (الإنجليزية)